# Walther Meissner
Fritz Walther Meissner (německy: Meißner) (16. prosince 1882 – 16. listopadu 1974) byl německý technický fyzik.
Meissner se narodil v Berlíně Waldemaru Meissnerovi a Johanně Gregerové. Studoval strojní inženýrství a fyziku na Technické univerzitě v Berlíně, jeho doktorským vedoucím byl Max Planck. Poté pracoval na Physikalisch-Technische Bundesanstalt v Berlíně. Mezi roky 1922 a 1925 založil třetí největší přípravnu kapalného helia na světě a v roce 1933 objevil Meissnerův jev, tlumení magnetického pole v supravodičích. O rok později se stal předsedou sekce technické fyziky na Technické univerzitě v Mnichově.
Po druhé Světové Válce se stal prezidentem Bavorské akademie věd a humanitních oborů. V roce 1946 byl jmenován ředitelem akademické komise pro výzkum nízkých teplot. Laboratoře byly umístěny v Herrschingu am Ammersee až do roku 1965, kdy byly přesunuty do Garchingu. Meissner žil několik posledních let sám se svými dvěma psy. Zemřel v Mnichově v roce 1974.